# PR-S 134
El PR-S 134 es una ruta de pequeño recorrido en Cantabria, España. Empieza en el barrio de Iseca Nueva (Liendo) y acaba en Lugarejos (Guriezo). Su trazado coincide, salvo en un tramo de aproximadamente 1,3 kilómetros, con el Camino de Santiago de la Costa. Debe indicarse que el sentido de recorrido de este sendero es contrario al del Camino de Santiago.
Las altitudes durante el recorrido oscilan entre los 243 m s. n. m., en el punto más alto situado en la divisoria entre los valles de Liendo y del río Agüera, y los 25 en el inicio de la ruta; el desnivel acumulado de subida es de 280 m y de 107 de bajada.
El recorrido total son 4,9 km, tiene su inicio en Iseca Nueva en dirección sur pasando bajo la autovía A-8. En este punto, se desvía del trazado del Camino de Santiago de la Costa ya que éste sigue por el camino que se mantiene en paralelo a la autovía. A partir del cruce bajo la autovía, el camino asciende por una pista hasta el valle de Manás dejando el poljé del valle de Liendo a la espalda. El camino bordea una finca destinada a la cría caballar para unos 300 m más adelante enlazar nuevamente con el Camino de Santiago.
La ruta recorre el mencionado valle dejando al este el Alto de Harza (319 m s. n. m.) y la Peña de las Abejas (336 m s. n. m.), y al oeste el Alto de Guriezo (551 m s. n. m.). Se asciende hacia la cabecera del valle, pasando la divisoria con el río Agüera y se entra en el municipio de Guriezo. Finalmente, tras un breve descenso se llega a la ermita de San Mamés, en el barrio de Lugarejos, final de la ruta.